# Blue Origin NS-31
Blue Origin NS-31 var en bemannad flygning av Blue Origins New Shepard. Farkosten sköt upp på en kastbanefärd från Corn Ranch i Texas, den 14 april 2025.
Flygningen varade i 10 minuter och 21 sekunder, farkosten nåde en höjd av 106 km.
Flygningen blev den första med endast kvinnor ombord, sedan 1963 då Valentina Teresjkova flög med Vostok 6.

## Besättning
| Turist | Aisha Bowe     |
| Turist | Amanda Nguyen  |
| Turist | Gayle King     |
| Turist | Katy Perry     |
| Turist | Kerianne Flynn |
| Turist | Lauren Sánchez |